# Garçon chiffon
Garçon chiffon je francouzský hraný film z roku 2020, který režíroval Nicolas Maury. Snímek měl světovou premiéru na filmovém festivalu v Angoulême dne 28. srpna 2020.

## Děj
Jéremie, který touží být hercem, se po dalším romantickém neúspěchu vrací z Paříže zpět na venkov ke své matce.

## Obsazení
| Nicolas Maury       | Jérémie                                 |
| Nathalie Baye       | Bernadette, matka Jérémieho             |
| Arnaud Valois       | Albert, partner Jérémieho               |
| Théo Christine      | Kevin                                   |
| Laure Calamy        | Sylvie, režisérka                       |
| Jean-Marc Barr      | režisér                                 |
| Dominique Reymond   | terapeutka Sdružení anonymních žárlivců |
| Laurent Capelluto   | Jean-François, Jérémieho agent          |
| Carole Franck       | Mireille                                |
| Florence Giorgetti  | babička                                 |
| Laetitia Spigarelli | řeholice                                |
| Robert Cantarella   | chovatel psů                            |
| Francis Leplay      | divadelní režisér                       |
| Maxence Tual        | asistent Sylvie                         |
| Isabelle Huppertová | divačka v kině                          |

## Ocenění
- Lumières: nominace v kategorii nejlepší herec (Nicolas Maury)
- César: nominace na nejlepší filmový debut (Nicolas Maury)